# 井の頭自然文化園
井の頭自然文化園（いのかしらしぜんぶんかえん）は、東京都武蔵野市（分園は三鷹市）にある都立の動物園。井の頭公園の一角にある。開園は1942年5月17日。

## 概要

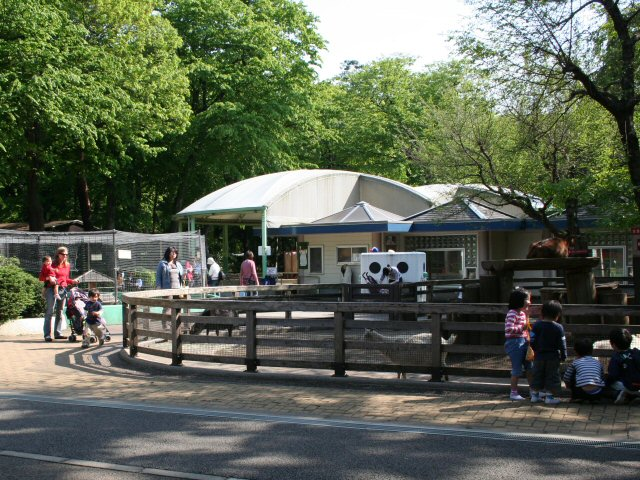
井の頭自然文化園の家畜舎

展示は、ニホンカモシカ、ニホンリスなどの日本産動物とフェネック、ヤマアラシといった子どもが親しみを抱きやすい特徴を持った外国産動物が主な２テーマである。開園前から植えられていた樹木も多く、地元の住民の憩いの場となっている。「モルモットコーナー」や「家畜舎」、「リスの小径」のように動物と触れ合ったり、間近で観察したりできる施設が多い。大型動物としてはアジアゾウの「はな子」が2016年まで長く飼育され、世代を超えて来園者に親しまれていた。
2006年からは環境省に協力し、飼育下個体群の危険分散および繁殖技術の研究を目的として、絶滅危惧IA類に分類されているツシマヤマネコの分散飼育に取り組んでいる。
武蔵野市御殿山にある本園と、三鷹市井の頭にある分園に分かれている。本園では、おもには哺乳類と鳥類が飼育されており、井の頭池に囲まれた分園では水鳥が飼育されている。また、本園には、文化施設である「資料館」があり、特設展示や講演会などが開催されている。「熱帯鳥温室」もあったが2013年6月2日に老朽化のために閉館。分園には淡水環境に生息する魚類や両生類を展示する「水生物館」がある。
本園の一角には「彫刻園」が設置され、長崎平和祈念像の作者として有名な彫刻家北村西望の作品が多数展示されている。平和記念像は彫刻園の住居を兼ねたアトリエで製作されたもので、その原型を鑑賞できる。
また、本園の一角にはメリーゴーラウンドやコーヒーが置かれた小さな遊園地「スポーツランド」や遊具が置かれた「ぶらんこ広場」が設置されており、幼児連れの来園者に親しまれている。

## 代表的な飼育動物
- モルモット
- ヤギ
- ニホンカモシカ
- ヤクシカ
- オリイオオコウモリ
- カピバラ
- フェネック
- マーラ
- ミーアキャット
- アムールヤマネコ（ベンガルヤマネコの一亜種）
- ツシマヤマネコ（アムールヤマネコの地域個体群）
- アカゲザル
- ニホンリス
- ヤマドリ
- オシドリ
- オオハクチョウ
- ミゾゴイ
- カイツブリ
- ミヤコタナゴ
- ニホンコウノトリ
- ミズグモ

## 開園までの歴史
1905年9月、渋沢栄一が井の頭御殿山御料地の一角（現在の自然文化園本園）を皇室から拝借して、非行少年を収容する東京市養育院感化部（のちの井の頭学校）を創設した。1917年5月1日、御料地全体が東京市に下賜され、井の頭恩賜公園が開園。1934年5月5日、現在の分園の位置に「中之島小動物園」が開園した。
1939年、井の頭学校が移転すると、この地に大きな動物園を作る計画が進められた。当初は上野動物園に匹敵する「一大動物園」が構想されたが、戦時中のために予算と物資が不足し、大型動物を集めることができず、「自然生態観察園」という趣旨に変更されて1942年5月17日に開園した。
開園当時には上野動物園から来園したキリンが2頭飼育されていたが、2頭とも終戦までに死亡している。
- 参考文献：「井の頭自然文化園50年の歩みと将来＜資料編＞」（東京都建設局、1992年）

## 年表
- 1917年：井の頭恩賜公園として開園
- 1934年：井の頭池の中之島に小動物園が開園｡
- 1936年：水族館が開設｡
- 1942年：井の頭自然文化園が開園｡資料館が完成｡開園後初の動物繁殖があり、タヌキ2頭が出産する。上野動物園から2頭のキリンが来園。アフリカ産のラクダが来園。
- 1952年：童心居が完成｡
- 1953年：スポーツランドが開設｡
- 1954年：上野動物園からアジアゾウ「はな子」来園｡
- 1956年：サル山が完成｡
- 1958年：彫刻園1号館、日本初の水生植物園完成｡ジャコウネコが来園。
- 1959年：ダチョウ舎、ワラビー舎が完成。
- 1960年：アフリカからダチョウが来園。
- 1961年：彫刻園2号館が完成｡
- 1962年：熱帯鳥温室が完成｡
- 1963年：童話の国が完成｡
- 1964年：彫刻園3号館が完成｡ ヤクシカ舎、キョン舎が完成。
- 1966年：ツバキ園が開設｡
- 1968年：ダマジカの国内初の繁殖に成功する。
- 1969年：国内で初めてクロヅルの繁殖に成功する。
- 1972年：サル山を改修。国内で初めてカンムリバトの繁殖に成功する｡
- 1975年：水生物館を改築｡
- 1982年：彫刻園4号館が完成｡
- 1983年：キュウシュウノウサギ2匹が多摩動物公園から来園。
- 1984年：ゾウのはな子来園30周年記念祝典が開催。ラクダ舎施設が完成。
- 1985年：リスの森構想が発足｡
- 1988年：和鳥舎、分園管理棟が完成。国内で初めてシコクヤマドリの繁殖に成功する｡
- 1990年：オシドリ千羽計画に基き、オシドリを放鳥する｡
- 1991年：ホンドテン舎、アカハナグマ舎が新設。フェネック舎が一部拡張。
- 1997年：水生物館をリニューアル｡
- 2000年：韓国のソウル大公園からアムールヤマネコ来園｡
- 2004年：アジアゾウ「はな子」、来園50周年を迎える。
- 2006年：ツシマヤマネコ来園。国内で初めてカンムリエボシドリの繁殖に成功する｡
- 2007年：ツシマテン来園。
- 2011年：3月17日から31日の間、東北地方太平洋沖地震の影響などにより臨時休園。
- 2012年：台風4号の影響で支柱がゆがみ、ニホンリス約30匹が脱走、捕獲作戦がとられ、38匹捕獲した[1]。
- 2013年：6月2日、熱帯鳥温室が老朽化により展示を終了し、閉館[2]。建物は取り壊され[2]、跡地は2015年現在、芝生広場となっている[3]。
- 2014年：動物園（本園）にペンギン舎がオープン。3月17日、アムールヤマネコが人工授精により初めて出産。
- 2016年：5月26日、はな子永眠（享年69）
- 2017年：ユーラシアカワウソ、ニホンコウノトリ、クロツラヘラサギが来園。
- 2018年：アカガシラカラスバト、ミゾゴイ、ニホンイノシシが来園。

## はな子

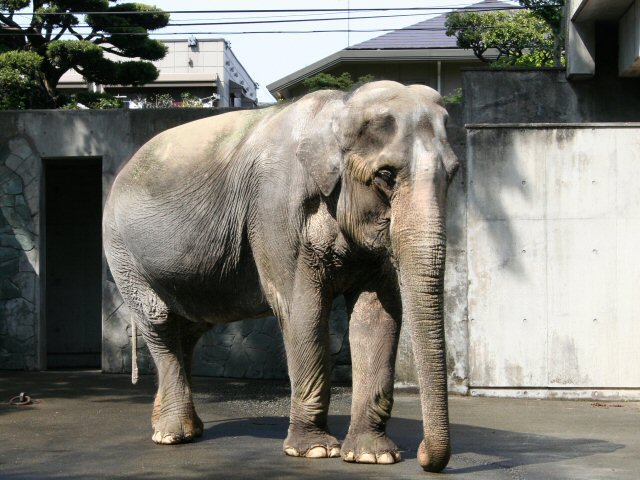
アジアゾウのはな子（2006年4月28日）

はな子は、井の頭自然文化園で飼育されていたメスのアジアゾウ。1947年、タイ生まれ。戦後はじめて来日したゾウである。来日直後は、1949年に上野動物園で飼育され、戦争中に餓死させられたゾウ「花子（ワンリー）」の名前を継いだ。はな子は、1950年に始まった上野動物園の「移動動物園」という企画で東京都下を巡回し、井の頭自然文化園を3年連続で訪れた。武蔵野市や三鷹市ではな子の誘致運動が起こり、1954年に上野動物園から井の頭自然文化園に引っ越した。
1956年、開園前にゾウ舎に侵入した酔客を踏み殺し、さらに1960年にも男性飼育員を踏み殺している。
1980年代に歯が抜け落ちて左下一本だけとなった。バナナやリンゴをすりつぶした流動食で体を維持していた。
2013年に、日本で飼育されたゾウの長寿記録を更新した。
2016年5月26日、69年に及ぶ生涯を閉じた。

## 基本情報
- 交通：JR中央本線、京王井の頭線の吉祥寺駅から徒歩10分
- 面積：115,500平方メートル（本園82,500平方メートル、分園33,000平方メートル）
- 飼育動物数：本園は哺乳類や鳥類など約90種、700点、分園は魚類や鳥類など約100種、4,000点
- 開園時間：9:30 - 17:00（入園は16:00まで）
- 休園日：月曜日（祝日に当たるときは翌日）、年末年始
- 入場料：大人400円、65歳以上200円、中学生150円、小学生以下無料
- 年間パスポート：大人1,600円、65歳以上800円